# 黑客精英
《黑客精英》是一款由英国Introversion Software公司于2001年发行的电脑游戏。2006年8月23日，该游戏登陆维尔福公司旗下的Steam平台，2011年3月24日起可以在乌班图软件中心上购买。该游戏模拟了电影中电脑黑客的行为。

## 简介
在游戏中，玩家将扮演2010年为Uplink公司工作的黑客，Uplink公司为全球黑客提供工作。玩家将积累金钱、软件、网关硬件以及技巧来为不同的客户工作，这些工作包括侵入国际公司的服务器窃取、破坏文件以获取利润，或侵入政府及组织的服务器来伪造学位、清除犯罪记录。游戏主线剧情是从玩家收到已故的Uplink黑客排行榜第一名的Agent发来的邮件开始的。Agent声称仙女座公司（英語：Andromeda Organization Company, ARC）正在开发一种名叫“启示”的病毒，该病毒以人工智能为基础，并将在特定时间对全球互联网进行攻击。另一家公司，Arunmor，则在开发一种名叫“信仰”的病毒来清除“启示”。玩家可以选择支持其中一方，也可以选择自己自由的工作。

## 类型
黑客精英专注于模拟一个高科技、好莱坞式的黑客，如同《Hacker》，《Sneakers》，《WarGames》以及《Swordfish》等电影中表现的那样。游戏中处处可见参考这些电影的痕迹，比如其中一个公司的服务器名字叫做史蒂夫·杰克逊游戏（这家公司曾经起诉美国政府侵入他们的服务器），玩家还可以在“用户名”一栏输入“TooManySecrets”（一个通过重排Setec Astronomy字母顺序造出的单词）来打开作弊菜单。此外，游戏中语音验证环节的文本为“你好。我是系统管理员。我的声纹是通行证。确认”，这句话和《Sneakers》使用的很像。

游戏中的应用程序是高度简化以及完全自动化的，操作界面很像《Hackers》电影中出现的程序。

大多数的“侵入”形式如下：“有一个等级Y类型X的安全系统阻止我接入或更改我想要的东西，所以我需要一个反X型Y级别的程序”。游戏中提供了数十种不同的程序以选择，但实际上运行他们完全没有困难（只要玩家能够担负得起）。
该游戏包含了许多不常见的特征，其中就有一个游戏内的IRC功能，以及一个多屏显示功能。考虑到游戏的稳定性以及流行程度，该功能随后在更新的版本中删除了，并且由于IRC的描述中出现了“网络”一词，这使得一部分玩家常常把他和多人游戏（该游戏不提供多人游戏）混淆。

## 原声音乐
游戏中的音乐以S3M、mod以及xm格式保存。原声音乐则包含在游戏安装的CD-ROM中。
- 《The Blue Valley》－Karsten Koch创作
- 《Deep in Her Eyes》－Peter 'Skaven' Hajba创作
- 《Mystique》－第一、二部分由Robert创作 'Timelord' Gergely[2]
- 《Symphonic》－Dual Crew创作

## 发行
该游戏的Windows和Linux版本直接由Introversion发行，而Mac版本则由Contraband和Ambrosia Software单独发行。Chris Delay在一次接受英国PC Gamer杂志采访中表示他们完全没有为广告付过钱——这被当作是一句脱口而出的话。另一个版本则由Strategy First以《Uplink: Hacker Elite》的名字发行（这是是中文译名的由来）。该游戏目前也在维尔福公司旗下的Steam平台、GOG.com以及乌班图软件中心上贩卖，黑客精英的iPad版本（页面存档备份，存于）在2012年6月7日发行，而Android版本则作为安卓Humble Bundle3的一员于2012年8月15日发行。